# استوای شیمیایی

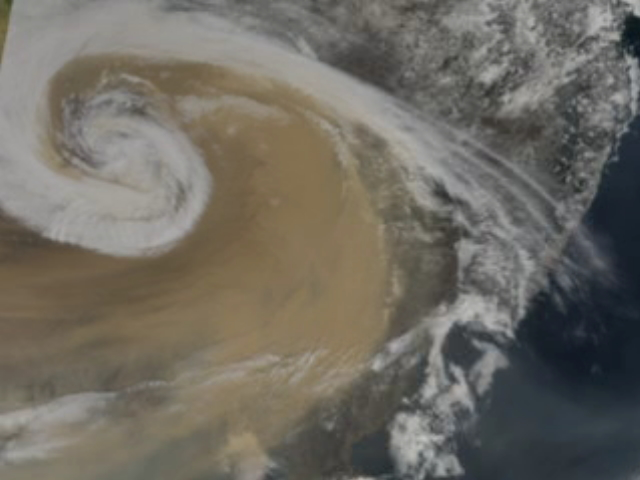
تصویر ماهواره‌ای ناسا از آلودگی ناشی از «ابر توفان قهوه‌ای» بر فراز جنوب شرق آسیا.

استوای شیمیایی (به انگلیسی: Chemical equator) اصطلاح و مفهومی است که در سال ۲۰۰۸ ابداع شد، زمانی که پژوهشگران دانشگاه یورک شکاف مشخصی بین هوای آلوده و ریزگرد بر روی اندونزی کشف کرد که تا حد زیادی از اتمسفر بدون آلودگی بر روی استرالیا منشأ گرفته بود. این شکاف با افزایش سریع سطوح کربن منوکسید و دیگر آلاینده‌ها در اتمسفر از محدوده حوضچه گرم حاره‌ای به‌سمت شمال قابل تشخیص است. شکاف اتمسفری در نیم‌کره شمالی نسبت به اتمسفر نیم‌کره جنوبی به دلیل وجود منطقه همگرایی درون‌حاره‌ای متفاوت است.

## کشف
دانشمندان دپارتمان شیمی دانشگاه یورک نخستین بار پژوهشی را انجام دادند که با مقایسه غلظت آلاینده‌های جوی در هر دو نیم‌کره، از مفهوم استوای شیمیایی به عرض ۵۰ کیلومتر پشتیبانی می‌کند. آنها مشاهده کردند که مرز اتمسفری، یعنی جایی که تغییرات شدید و سریع در آلاینده‌ها رخ می‌دهد، دقیقاً در شمال منطقه همگرایی درون‌حاره‌ای قرار دارد، در حالی که قبلاً تصور می‌شد تنها مرز شیمیایی اتمسفری است. این کشف همچنین نخستین مشاهده این موضوع بود که مرزهای هواشناسی و شیمیایی بین توده‌های هوا اگرچه همبستگی دارند، اما کاملاً یکسان نیستند.

## عوامل
سوزاندن زیست‌توده در این منطقه، به‌ویژه در جنوب شرق آسیا مسئول هوای آلوده‌ای است که توسط پدیده همرفت بالا رفته و بر روی اقیانوس آرام غربی در اتمسفر زمین پراکنده می‌شود. این همرفت برخلاف هوای تمیز اقیانوسی است که توسط چرخندها بر فراز استرالیای شمالی منتقل می‌شود. گازهای گلخانه‌ای در آسیای جنوب شرقی به دلیل توسعه‌یافتگی کمتر، جمعیت زیاد و رشد سریع جمعیت، با نرخ بالایی تولید می‌شوند. بیشتر آلاینده‌های محلول در طول تابستان توسط بادها و باران‌های موسمی حذف می‌شوند، اما در طول زمستان این آلاینده‌ها بیشتر در اتمسفر وجود دارند، و شکاف اتمسفری را مشخص‌تر می‌کنند.
سامانه‌های توفانی در حوضچه گرم حاره‌ای نیز ممکن است تأثیر آلاینده‌های جوی را افزایش دهند. این سامانه‌ها با فعالیت به‌صورت پمپاژ و بالا راندن هوای آلوده به اتمسفر فوقانی (جایی که آلاینده‌ها برای مدت طولانی تری معلق می‌مانند)، به گسترش آلاینده‌های جوی کمک می‌کنند.